# みやま市立水上小学校
みやま市立水上小学校（みやましりつ みずかみしょうがっこう）は、福岡県みやま市瀬高町長田に位置する公立の小学校。

## 概要
歴史
1875年（明治8年）創立の「長田小学校」と1879年（明治12年）創立の「小田小学校」の2校が、1892年（明治25年）に統合の上、「水上尋常小学校」となった。数回の改組・改称を経て、現校名となったのは2007年（平成19年）。2025年（令和7年）に創立150周年を迎える。
学校教育目標
「地域を愛し 次代を拓く 水上っ子の育成」
校章
桜の花弁をかたどったデザインとなっている。中央に校名の「水上」の文字（縦書き）を配している。
校歌
作詞は杉本修羅、作曲は武末繁による。歌詞は2番まであり、両番に校名の「水上」が登場する。
通学区域
「山中、禅院、平田、小田、小田西、唐尾、中島、上長田、下長田、上坂田」地区。中学校区はみやま市立東山中学校。

## 沿革
- 1873年（明治6年）- 長田村に「応宜小学校」が創立。
- 1875年（明治8年） 9月 - 校舎を新築の上、「長田小学校」に改称。
- 1879年（明治12年）- 小田村に「小田小学校」が創立。
- 1885年（明治18年）1月 - 小田村が広瀬村を統合し、広瀬分教場を設置。
- 1886年（明治19年）- 小学校令施行により、簡易科（3年制）を設置の上、「簡易長田小学校」・「簡易小田小学校」に改称。
- 1889年（明治22年）4月1日 - 町村制施行により、山門郡4村（長田、坂田、小田、広瀬）が合併の上、水上村が発足。
- 1892年（明治25年）4月 - 上記小学校2校（長田・小田）を統合の上、「水上尋常小学校」（4年制）となる。
- 1896年（明治29年）10月 - 広瀬分教場を廃止。
- 1902年（明治35年）4月 - 高等科を併置の上、「水上尋常高等小学校」（尋常科4年・高等科2年）に改称。
- 1907年（明治40年）
  - 1月1日 - 山門郡2村（水上・清水）が合併の上、東山村となったことにより、東山村立の小学校となる。
  - 4月 - 実業補習学校を附設。
- 1908年（明治41年）4月1日 - 改正小学校令により、尋常科（義務教育年限）が4年制から6年制に改められる。これにより高等科1年を尋常科5年に振り替える。
- 1909年（明治42年）4月1日 - 高等科2年を尋常科6年に振り替える。これにより、高等科は廃止され、「水上尋常小学校」（尋常科6年）に改称。
- 1920年（大正9年）4月1日 - 高等科を併置の上、「水上尋常高等小学校」（尋常科6年・高等科2年）に改称。
- 1923年（大正12年）- 講堂兼用4教室を増築。
- 1926年（大正15年）5月 - 木造2階建て裁縫室・調理室が完成。
- 1930年（昭和5年）5月 - 1教室を増築。
- 1941年（昭和16年）
  - 4月1日 - 国民学校令により、「東山村水上国民学校」に改称。尋常科を初等科に改める。
  - 6月 - 「東山村第一国民学校」に改称。
- 1947年（昭和22年）4月1日 - 学制改革（六・三制の実施）により、国民学校初等科は「東山村立水上小学校」に改組・改称。
- 1949年（昭和24年）1月 - 運動場を北に拡張。
- 1951年（昭和26年）4月 - 学校給食（D型）を開始。
- 1953年（昭和28年）10月 - 東西2教室を増築。
- 1956年（昭和31年）10月1日 - 東山村が瀬高町に合併したため、「瀬高町立水上小学校」に改称。学校給食（D型）を停止。
- 1957年（昭和32年）
  - 5月 - 鉄筋ブロック2階建て6教室が完成。
  - 9月 - 図書館を増築。
- 1958年（昭和33年）
  - 10月 - 給食室を新設。
  - 11月 - 給食（A型）を実施。
- 1960年（昭和35年）11月 - 図書室を増築。
- 1961年（昭和36年）11月 - 相撲場を新設。
- 1964年（昭和39年）- 鉄筋コンクリート造新校舎が完成[2]。
- 1965年（昭和40年）7月 - プールが完成。
- 1966年（昭和41年）3月 - 鉄筋コンクリート造3階建て新校舎が完成。前庭に歴史園、中庭に地理模型園が完成。
- 1975年（昭和50年）- 創立100周年記念式典を挙行。
- 1977年（昭和52年）- 体育館・資料館が完成。
- 1988年（昭和63年）- 新校舎が完成。旧校舎を改築。
- 1989年（平成元年）- 運動場を拡張。
- 1998年（平成10年）- パソコン教室が完成。
- 2006年（平成18年）- 体育館を改修。
- 2007年（平成19年）1月29日 - 3町合併により、みやま市が発足したため、「みやま市立水上小学校」（現在名）に改称。
- 2010年（平成22年）- 旧校舎・体育館の耐震工事を完了。

## 交通アクセス
最寄りの鉄道駅
- JR九州
  - 九州新幹線 「筑後船小屋駅」
  - 鹿児島本線 「瀬高駅」

最寄りのバス停留所
- みやま市コミュニティバス 「東山簡易郵便局前」停留所

最寄りの幹線道路
- 福岡県道715号湯辺田瀬高線
- 国道209号「瀬高町長田」交差点
- 校地のそばを九州自動車道（高速道路）が走っているが、出口は「八女IC」か「みやま柳川IC」のいずれかとなる（どちらも離れている）。

## 周辺
- みやま市くすのき館
- みやま市立東山中学校
- 東山簡易郵便局
- 矢部川

## 参考資料
- 「瀬高町誌」（1974年（昭和49年）6月10日発行, 瀬高町）p.263～p.265（水上小学校）
- 「みやま市史 通史編 下巻」（2020年（令和2年）3月発行, みやま市）- p.652～p.653